# Ponownie zaczynać
Ponownie zaczynać (hiszp. Volver a empezar) – hiszpański dramat obyczajowy z 1982 roku w reżyserii José Luisa Garci. Pierwszy hiszpański film nagrodzony Oscarem dla najlepszego filmu nieanglojęzycznego.

## Fabuła
Uznany hiszpański pisarz i niedawny laureat literackiej Nagrody Nobla, Antonio Albajara, po wojnie domowej żył przez 40 lat na emigracji. Po dekadach nieobecności chce przed śmiercią zobaczyć ponownie swoje rodzinne strony. Wraz z podróżą do krainy dziecięcych lat wracają również wspomnienia, udaje się także spotkać miłość sprzed lat.

## Obsada
- Antonio Ferrandis – Antonio Albajara
- Encarna Paso – Elena
- Agustín González – Gervasio Losada
- José Bódalo – Roxu
- Marta Fernández Muro – Carolina
- Pablo Hoyos – Ernesto

## Produkcja
Zdjęcia kręcono w Berkeley i Gijón.